# Onthophagus turrbal
Onthophagus turrbal är en skalbaggsart som beskrevs av Matthews 1972. Onthophagus turrbal ingår i släktet Onthophagus och familjen bladhorningar. Inga underarter finns listade i Catalogue of Life.